# 17歳 (エンジェルのエピソード)
「17歳」（原題: Spin the Bottle）は、アメリカのテレビドラマ『エンジェル』第4シーズンの第6話。
4年ぶりにコーディリアの毒舌が復活する。

## ストーリー
コーディリアの記憶を取り戻すため、エンジェルたちはローンの協力で彼女に記憶を戻す魔法をかける。しかしショックを与えないよう、17歳の記憶まで回復させようとするが、事故が発生し、その場にいる全員が17歳当時の記憶しか持たなくなってしまう。お互いの素性がわからないまま各人が右往左往する中、依然として父への憎悪を持ち続けているコナーはエンジェルの命を狙う。

## 配役

### 主演
- デヴィッド・ボレアナズ（エンジェル/堀内賢雄）
- ヴィンセント・カーシーザー（コナー）
- アレクシス・デニソフ（ウェスリー・ウィンダム＝プライス/森田順平）
- カリスマ・カーペンター（コーディリア・チェイス/手塚ちはる）
- エイミー・アッカー（ウィニフレッド・バークル）
- J・オーガスト・リチャーズ（チャールズ・ガン）

### 特別ゲスト出演
- アンディ・ホーレット（ローン）

### ゲスト出演
- ウラジミール・クリッチ（ビースト）

### 助演
- スヴェン・ホルムバーグ（宅配業者）
- カム・ヘスキン（ローラ）